# Carex gracilenta
Carex gracilenta är en halvgräsart som beskrevs av Francis M.B. Boott och Johann Otto Boeckeler. Carex gracilenta ingår i släktet starrar, och familjen halvgräs. Inga underarter finns listade i Catalogue of Life.